# Квин и Слим
«Квин и Слим» (англ. Queen & Slim) — американский драматический фильм Мелины Мацукас.

## Сюжет
Фильм рассказывает о мужчине и женщине, на которых нападает коп. Влюблённым ничего не остаётся, кроме как убить полицейского и совершить побег…

## В ролях
| Актёр             | Роль               |
| ----------------- | ------------------ |
| Дэниэл Калуя      | Слим               |
| Джоди Тёрнер-Смит | Квин               |
| Боким Вудбайн     | дядя Эрл           |
| Хлоя Севиньи      | мисс Шеперд        |
| Фли               | мистер Шеперд      |
| Стерджил Симпсон  | офицер полиции Рид |
| Индия Мур         | Богиня             |
| Бенито Мартинес   | шериф Эдгар        |